# Kamienica Pod Niedźwiedziem w Warszawie
Kamienica „Pod niedźwiedziem” (nazywana inaczej Kamienicą Icka Ajzensztadta) znajduje się przy ul. Mokotowskiej 8. Jej nazwa pochodzi od nieistniejącej już rzeźby niedźwiedzia, która znajdowała się na fasadzie. Do tej pory zachowały się nieliczne rzeźby tych zwierząt.

## Opis
Obie wojny światowe pozostawiły na niej wiele śladów, jednakże nadal zachowuje swój niepowtarzalny klimat. W mieszkaniach zachowało się niewiele elementów starej architektury, do której możemy zaliczyć np. stiuki oraz podłogi wykonane z kilku rodzajów drewna ułożonego w ornamenty. Wiele przedmiotów codziennego użytku funkcjonuje do dziś. Jedna z czterech klatek schodowych jest bogato zdobiona, jej niektóre elementy wykonane są z marmuru oraz z ozdobnej terakoty. Pozostałe klatki są wykonane z drewna, ale także posiadają kunsztowne zdobienia. Przy lepiej wykończonych klatkach schodowych umieszczone są wysokie, dwuskrzydłowe drzwi. Do większości mieszkań dołączone zostały ozdobne balkony z kutymi balustradami, ale niestety widać je tylko z podwórka, ponieważ z zewnętrznej strony budynku, od strony ulicy, zostały wymienione na prostsze.
Kamienica została wybudowana w 1904. Zaprojektował ją Leon Wolski dla Icka Ajzensztadta. Historia kamienicy jest bardzo zawikłana, ponieważ budynek miał wielu właścicieli. Kolejnymi właścicielami byli:
- ks. Władysław Lubomirski (pod koniec 1912)
- Wacław i Irena Kleinadlowie(około 1922)
- Akcyjne Towarzystwo Ubezpieczeń „Vita” (od 1925-1926)
- Wacław i Irena Kleinadlowie
- Edward Suchocki (1930)
- Olgierd i Zofia Krukowscy (1933)

Po 1945 została przebudowana na mieszkania komunalne. 

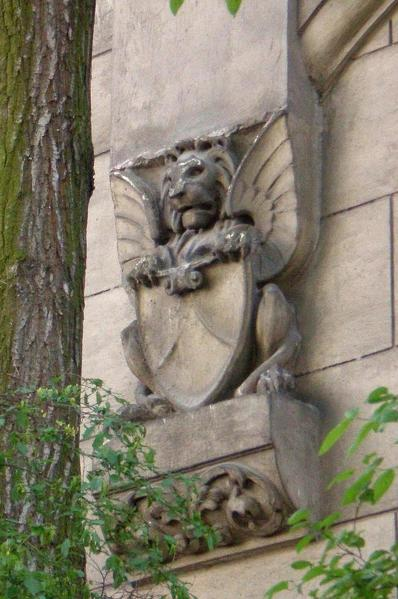
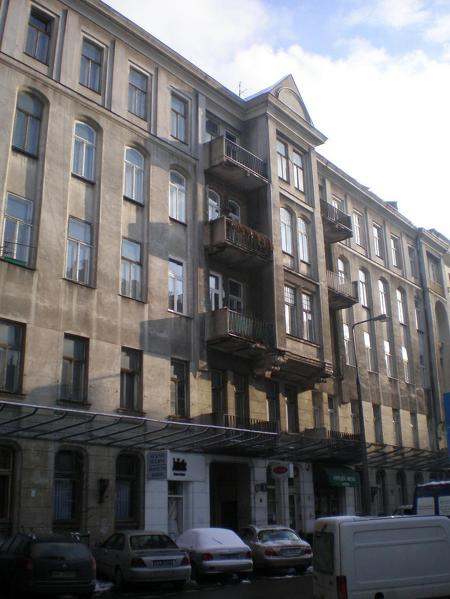